# Берлінський словник єгипетської мови
Берлінський словник єгипетської мови (нім. Wörterbuch der ägyptischen Sprache) — фундаментальний словник єгипетської мови, створений в першій половині XX століття при підтримці декількох німецьких академій Адольфом Ерманом і Германом Граповим за участю єгиптологів різних країн. Словник охоплює увесь лексичний матеріал відомих в той час ієрогліфічних та ієратичних текстів. Ієратичне написання подавалось в ієрогліфічній транскрипції.

## Укладання

Сторінка 106 зі словника

Робота над створенням словника розпочалась в 1897 році. Основою для укладення словника стали створений раніше Тезаурус латинської мови (Thesaurus linguae latinae). Текст поділявся на уривки, що містили приблизно 30 слів. Один уривок писали на картку. Кожну картку переписували від руки приблизно 40 разів, тобто, по одній на кожне слово уривка і десять на запас. На кажній з 30 карток відповідне слово підкреслювали червоним і його вже писали у верхньому правому куті. В результаті кожне слово тексту опинялось на своїй картці з уривком. Картки складували в алфавітному порядку в ящик. Цей метод дозволяв повністю охопити увесь лексичний матеріал кожного тексту, а також показати використання кожного слова в даному контексті.
За перші 9 років збору матеріалу кількість карток і ящиків стала такою великою, що для роботи над словником довелось виділити три великих кімнати на верхньому поверсі нового Берлінського музею. В збиранні матеріалу для словника брали участь 27 вчених із різних країн. Зокрема, Джеймс Брестед розписував написи із головних європейських музеїв, Алан Гардінер — папіруси із Лейдена і Турина, Курт Зете займався Текстами Пірамід, Герман Юнкер — написами із храмів греко-римського періоду. Всього за час створення словника було написано близько 1,5 мільйонів карток.

## Видання
Повне видання словника вийшло в 5-ти томах в Лейпцизі в 1926–1931 роках, в 1935–1953 вишло 5 томів посилань (Belegstellen), а в 1950 — німецько-єгипетський покажчик слів (Deutsch-ägyptisches Wörterverzeichnis). В 1955 і в 1971 роках в Берліні виходили репринтні видання словника.
У 2005 році на основі Берлінського словника був створений електронний Тезаурус єгипетської мови (Thesaurus Linguae Aegyptiae, TLA), який постійно поповнюється новим матеріалом. До його складу в оцифрованому вигляді включена також вся картотека.